# Jan Hackaert

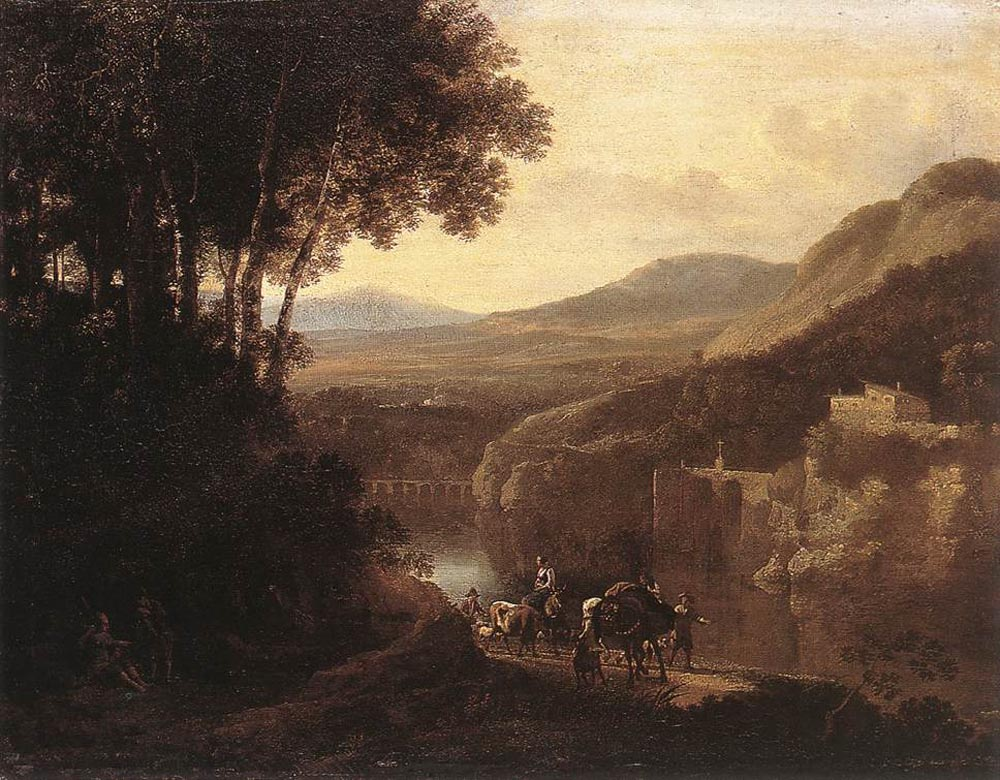
Flodlandskap

Jan Hackaert, född 1 februari 1628, död omkring 1700, var en nederländsk konstnär.
Hackaert var verksam i Amsterdam, och målade landskap med särskild vikt lagd vid solljuseffekterna. Staffaget målades oftast av Adriaen van der Velde, Jan Lingelbach eller Nicolaes Pieterszoon Berchem. Hackaert är representerad i Nationalmuseum i Stockholm med ett landskap och i Kunstmuseet i Köpenhamn med två landskap.